# 大高山神社
大高山神社（おおたかやまじんじゃ）は、宮城県柴田郡大河原町にある神社。式内社（名神大社）で、旧社格は郷社。

## 祭神
主祭神
- 日本武尊
- 橘豊日尊

合祀神
- 迦具土命
- 大山祇命
- 倉稲魂命
- 火産霊命
- 白山菊理媛

## 歴史

### 創建
社伝によれば、大高山神社は敏達天皇元年（572年）に日本武尊を主祭神として創建されたという。当神社の縁起書や『安永風土記』『奥羽観蹟聞老志』（おううかんせきもんろうし）などによれば、日本武尊が蝦夷征伐のための東征の折に仮宮を立てて住んだと伝わり、その仮宮の跡地に「白鳥大明神」と称する社殿を設け、日本武尊を奉斎したという。
また伝承によれば、崇峻天皇2年（588年）には主祭神として橘豊日尊（用明天皇）が合祀された。これは、用明天皇が橘豊日尊と呼ばれた皇子の頃、勅命により当地へやってきたことがあり、用明天皇の皇子である聖徳太子がその縁を持って大高山神社へ合祀したと伝わる。

### 概史
『続日本後紀』によれば、承和9年（842年）には従五位下の神階を授けられ、貞観11年（869年）3月には従五位上に昇叙した。享保20年3月には宗源宣旨により神階最高位である正一位の位階を得た。また、大高山神社は延喜式神名帳において陸奥国内百座のうちの一座であり、十五座ある名神大社のうちに列する。
なお、往古は神社の北東にある金ケ瀬地区新開（旧柴田郡平村）の台ノ山に鎮座していたが、元禄時代初期に起きた火災により社殿が消失したため、金ケ瀬地区の新開126番地に遷座し、大正3年に新開から現在の鎮座地である金ケ瀬地区の神山へと移築・再遷座した。現在も新開126番地の旧社地には鳥居と石祠が鎮座している。

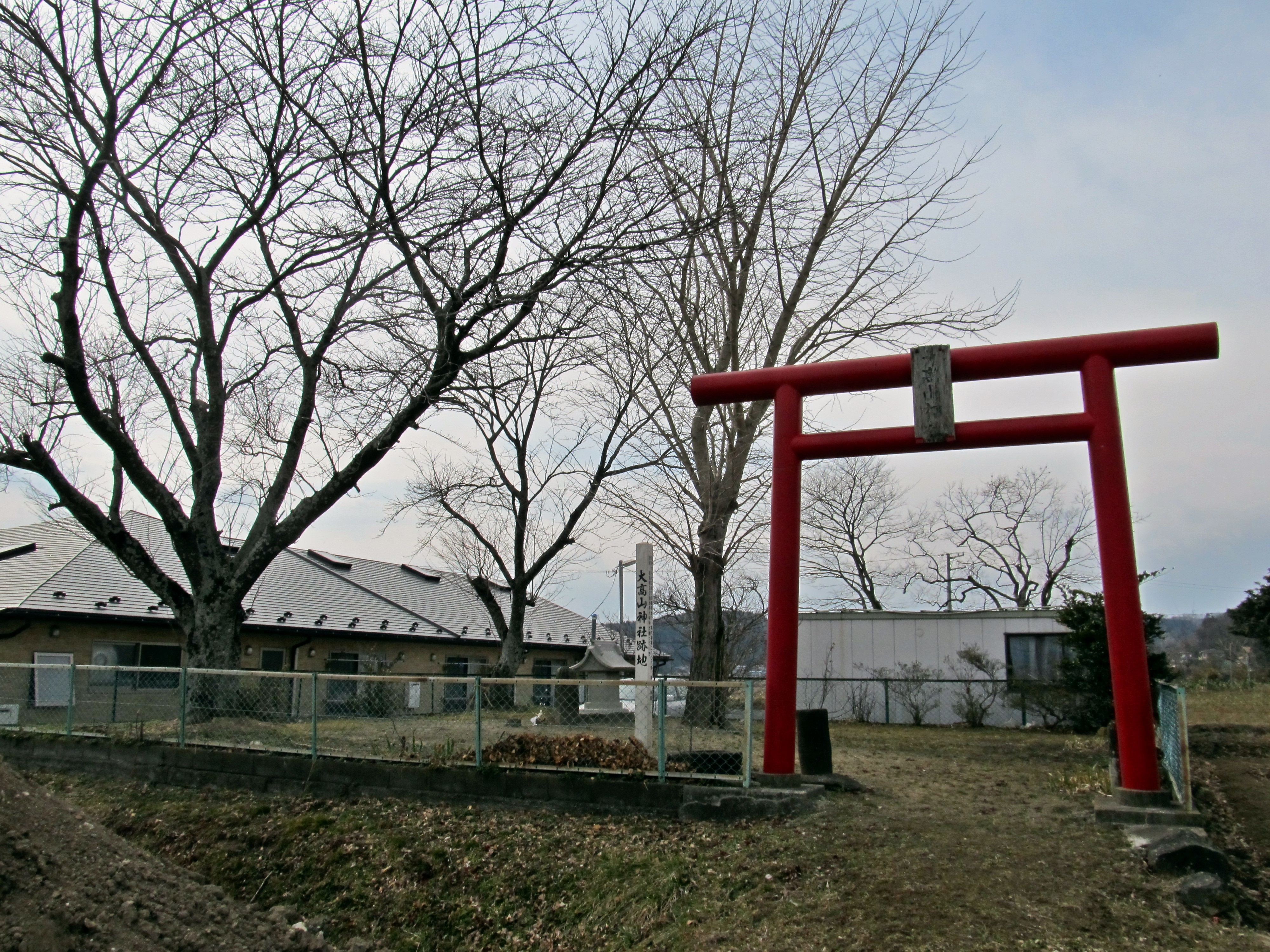
旧境内地
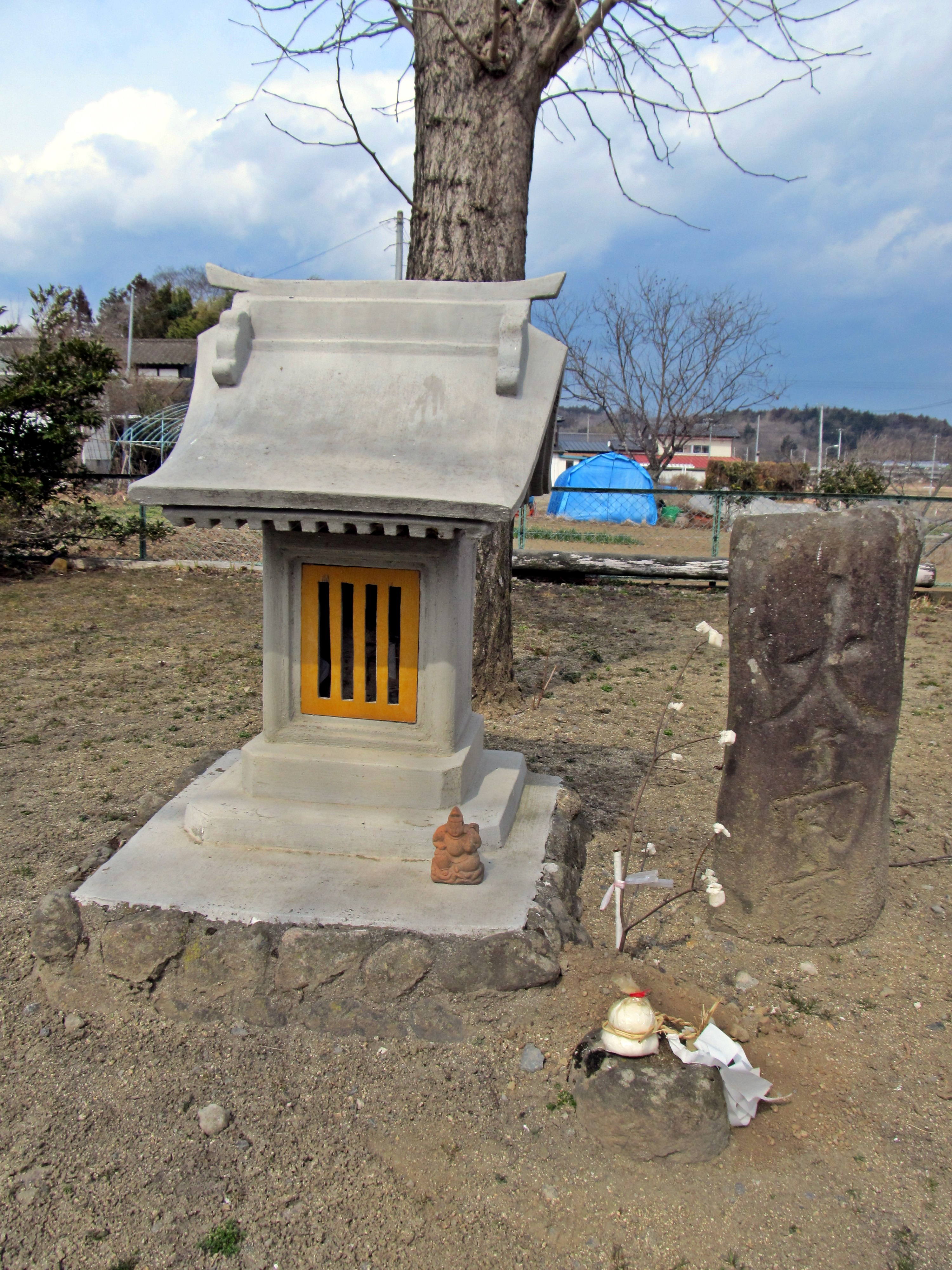
旧境内地の石祠 内部に神像の頭部と神札が祀られている。

### 神階
- 承和9年（842年）5月11日、無位から従五位下 （『続日本後紀』）
- 貞観11年（869年）3月12日、従五位上 （『日本三代実録』）

## 白鳥信仰と伝説
大高山神社には、橘豊日尊に関する伝説がある。

### 内容
欽明天皇の皇子である橘豊日尊は、勅命により東国巡幸の旅に出た。東国の住民は橘豊日尊を宮居を造営して心から歓待し、尊も約3年間滞在したという。その間に、当地の長者である赤坂長者の娘である玉倚姫（たまよりひめ）と恋に落ちた。
玉倚姫は性格温厚・貞淑で世にも稀な美人であったといい、尊の寵愛を受けた。ある日、玉倚姫は”白鳥が飛来して体内に入る夢”を見ると、まもなくして皇子が生まれた。尊は「陸奥国に来てから白鳥を神と崇めて祈願したことによるものだ」として大いに喜んだという。
皇子が生まれた後、尊は都への帰還命令を受けたが、別れを惜しんでそばを離れようとしない玉倚姫に「3年後には必ず迎えの使者を使わす」と約束をかわして帰っていった。
尊を想い3年が過ぎたが使者は一向に来ず、玉倚姫は病に倒れてしまう。皇子の乳母はそんな玉倚姫を見るに偲びず、皇子を抱いて河畔にやってきた。そこで「玉倚姫は今、父である橘豊日尊を想い、病で命を落とそうとしています。皇子であるあなたは神の化身であるから、どうか母君の身代わりになって父君をこの地へお戻しください」と祈り、皇子を川へと投げた。すると、皇子は不思議な事に白鳥へと変わり、深谷の鳥越の里から尊の住む大和へと飛び立った。
やがて、橘豊日尊のもとに玉倚姫の訃報が届き、玉倚姫のために立派な墓を設けて弔ったところ、白鳥が空へと飛び立ち、玉倚姫の墓の上空を日夜鳴きながら旋回したと伝わる。そのため、橘豊日尊は日本全国に白鳥を祀る『白鳥社（白鷹社）』を建てたという。大高山神社の名称も「白鷹社」が「大鷹社」に変化したものが元であるという。

### 伝説関係地
宮城県南部の柴田郡や刈田郡などの白石川沿いの地域は、ハクチョウを神の使いとして崇敬する「白鳥信仰」と呼ばれる信仰が強い地域である。大高山神社の他にも、蔵王町宮の延喜式内名神大社である刈田嶺神社 (蔵王町宮)には「白鳥古碑群」という石碑群が残されている。日本武尊に関係する同様の話も残されており、刈田嶺神社の南には、日本武尊が当地に残した子供を乳母が投げ捨てた川とされる「児捨川」「児捨川橋」がある（児童虐待を連想させるいう理由により、現在は橋の名前は「白鳥橋」へ改名されている）。

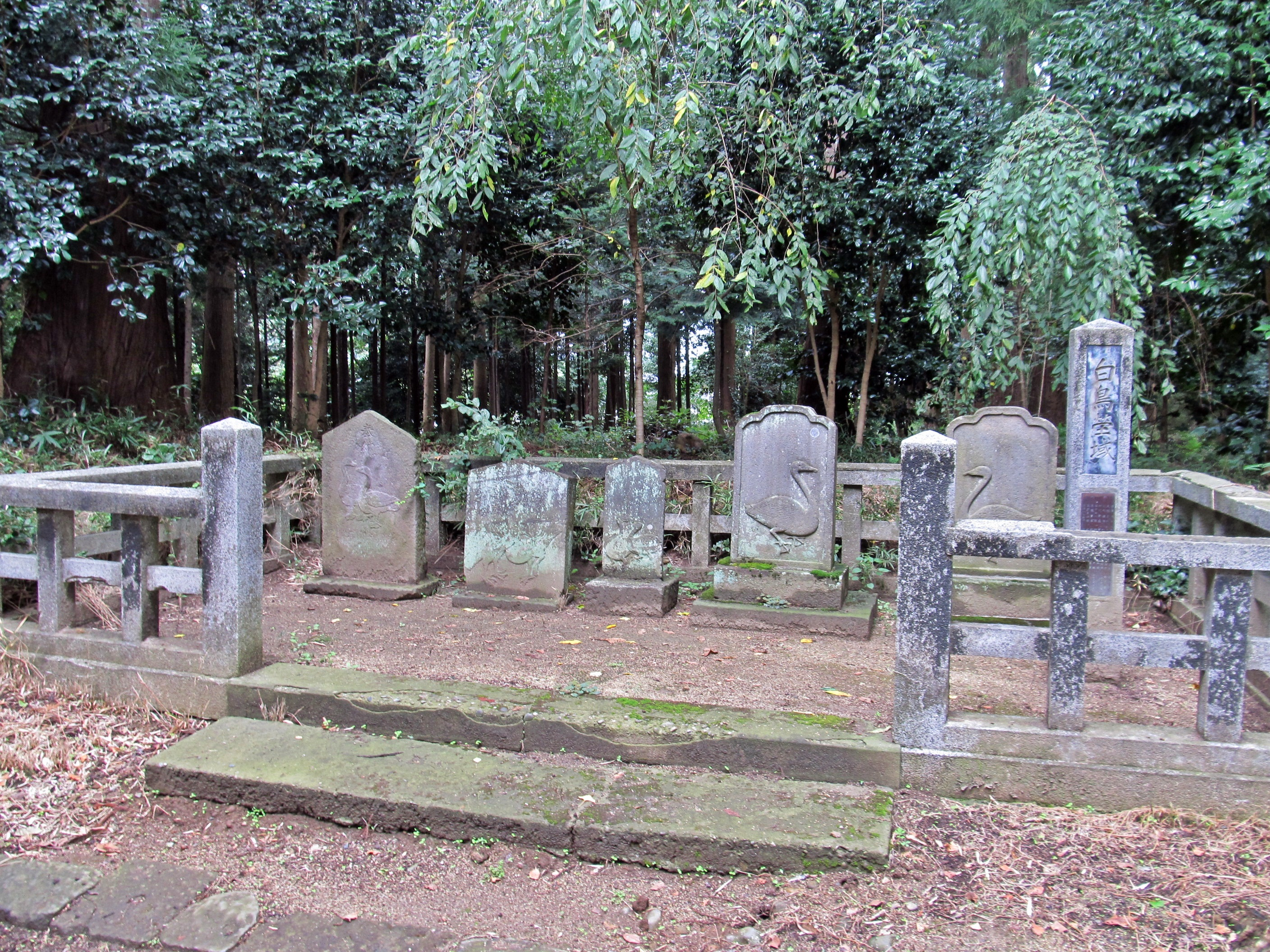
白鳥古碑群 刈田嶺神社（蔵王町宮）

## 境内
社殿は、拝殿・幣殿・三間社入母屋造の本殿からなる。

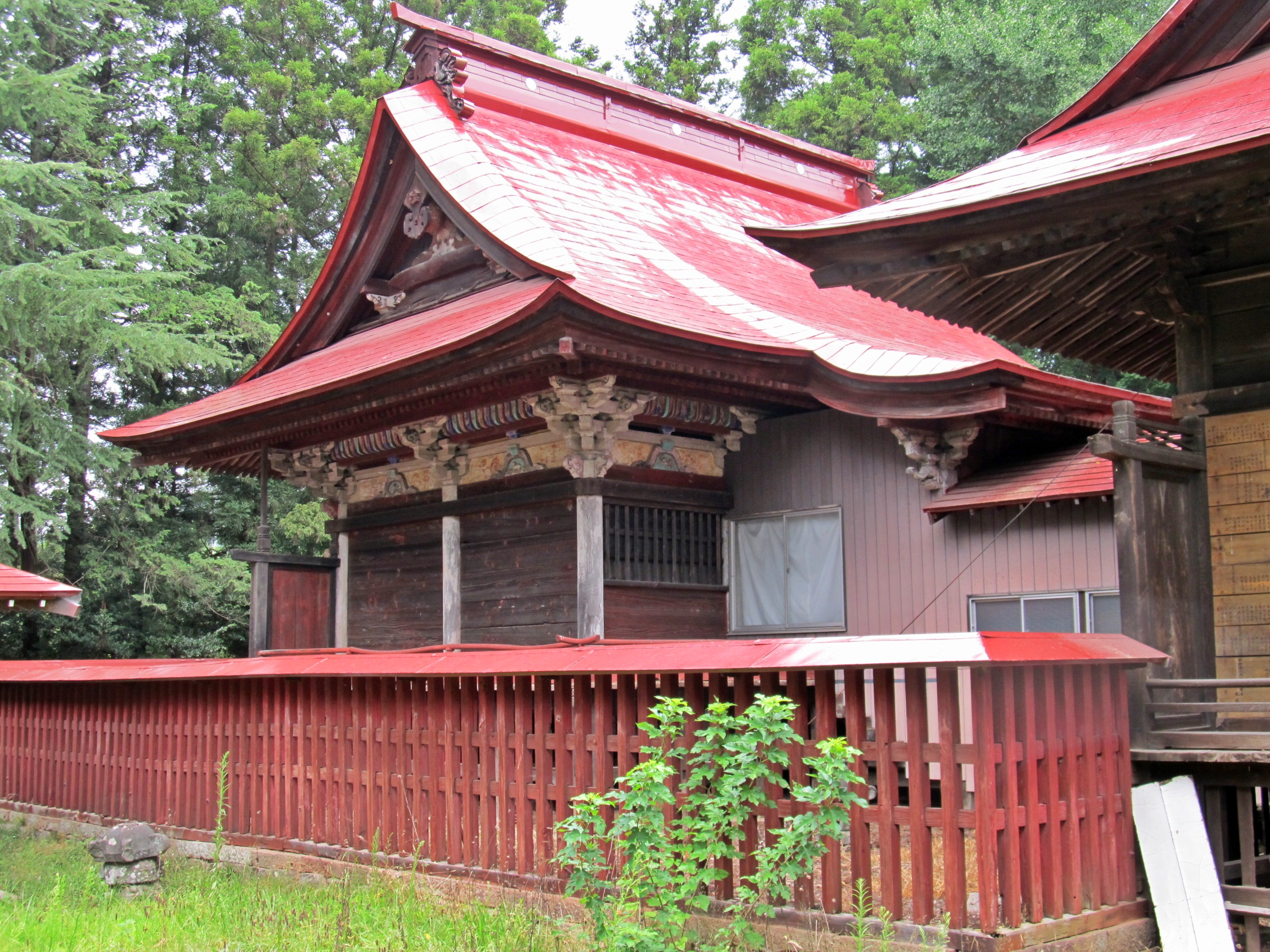
本殿
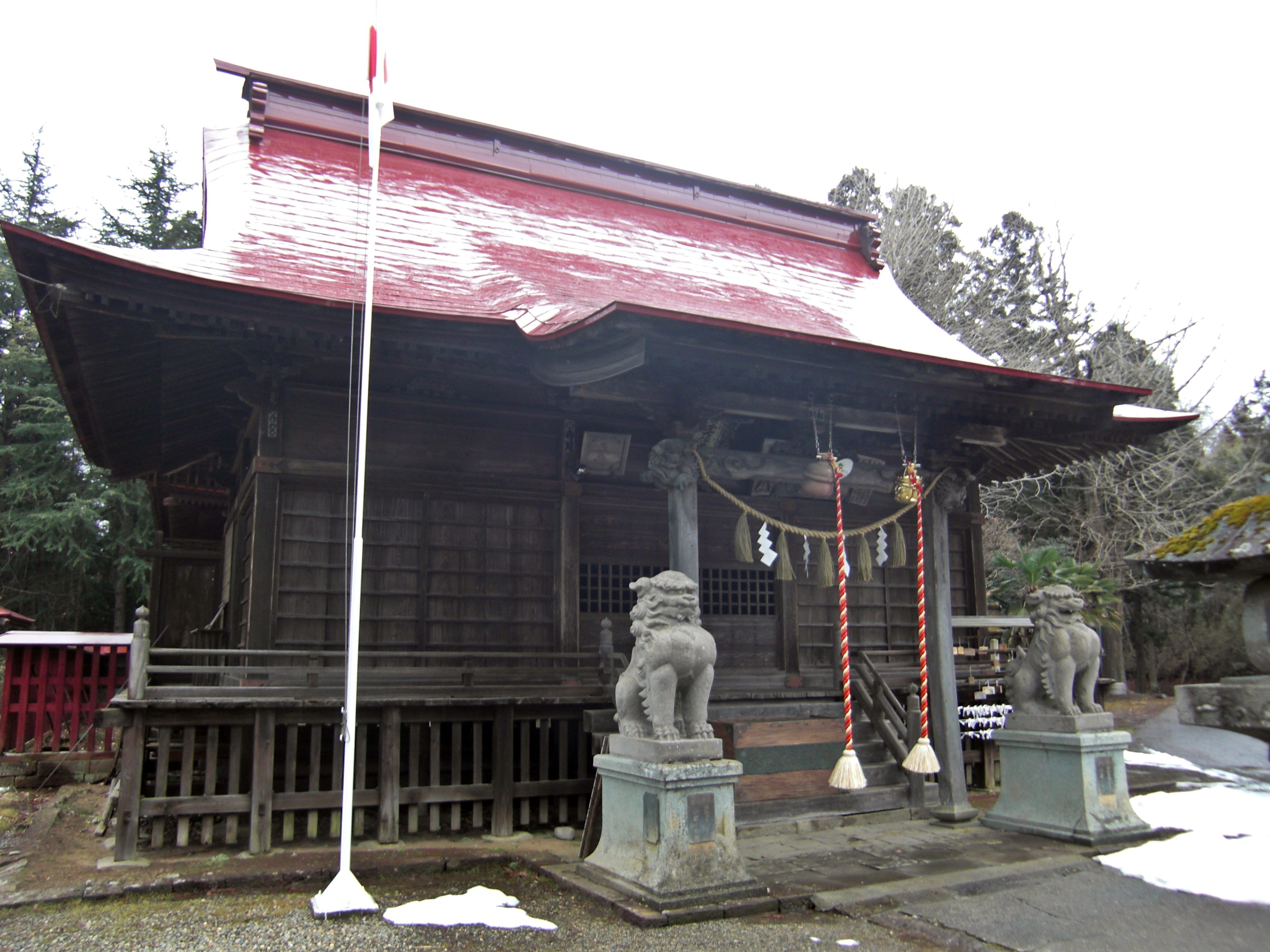
拝殿

- 鉄九輪塔

文治年間（1185-1189年）に藤原秀衡の三男である藤原忠衡の寄進による。現在は火袋の部分のみが残され、灯籠の一部として組み込まれている。
- 南蛮鉄鳥居

参道階段を登ったところにある鳥居で、室町時代末期から日本へ渡来した精鋳鉄や洋式鉄鋳などの鋼鉄を用いたものである。当社が現在の金ケ瀬地区新開126番地の旧社地に鎮座していた時に奉納されたものだという。
その他に、神輿殿、鐘楼、社務所などが境内にある。境内は桜の名所となっており、桜の時期には多くの参拝者で賑わう。

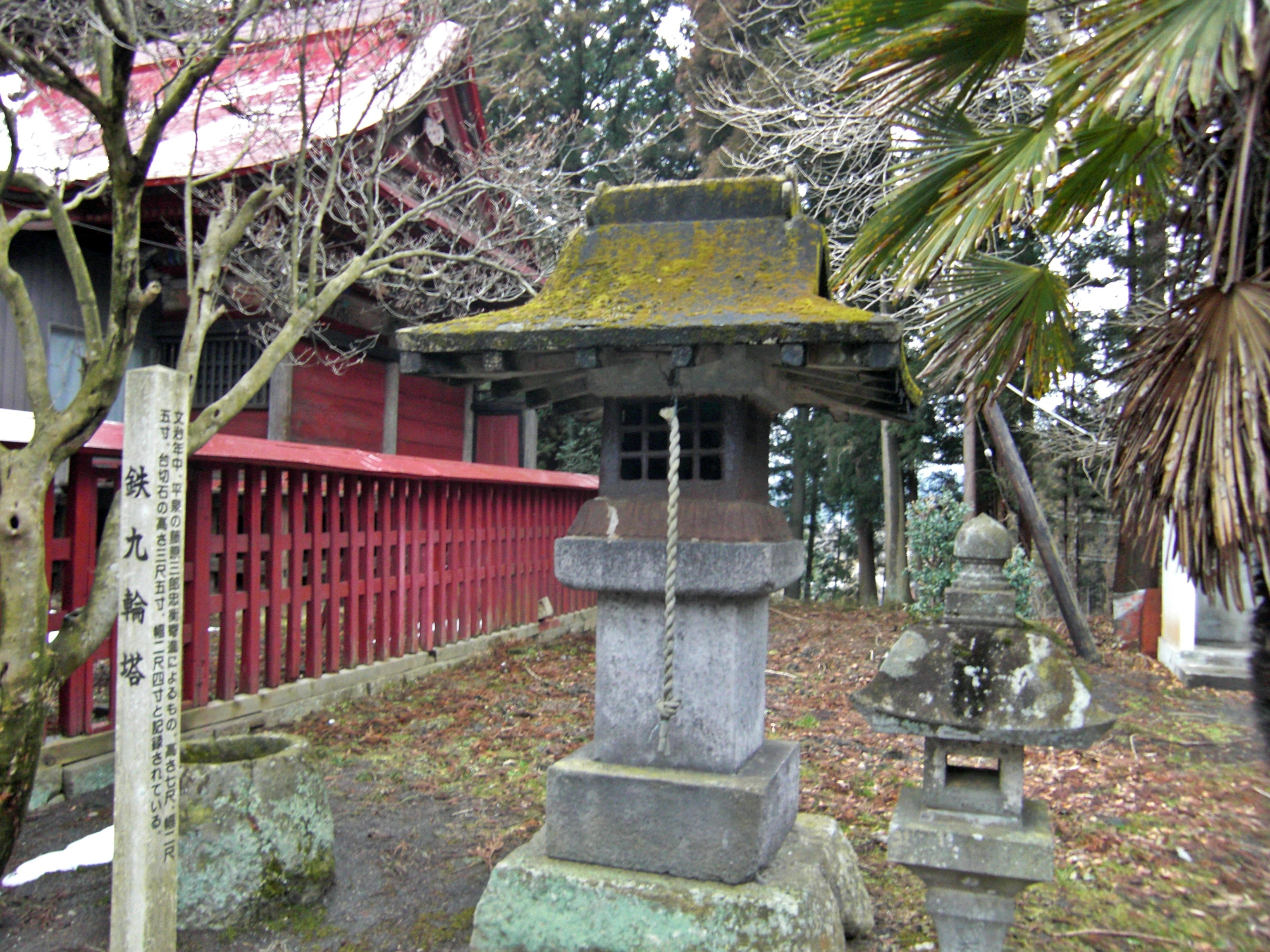
鉄九輪塔
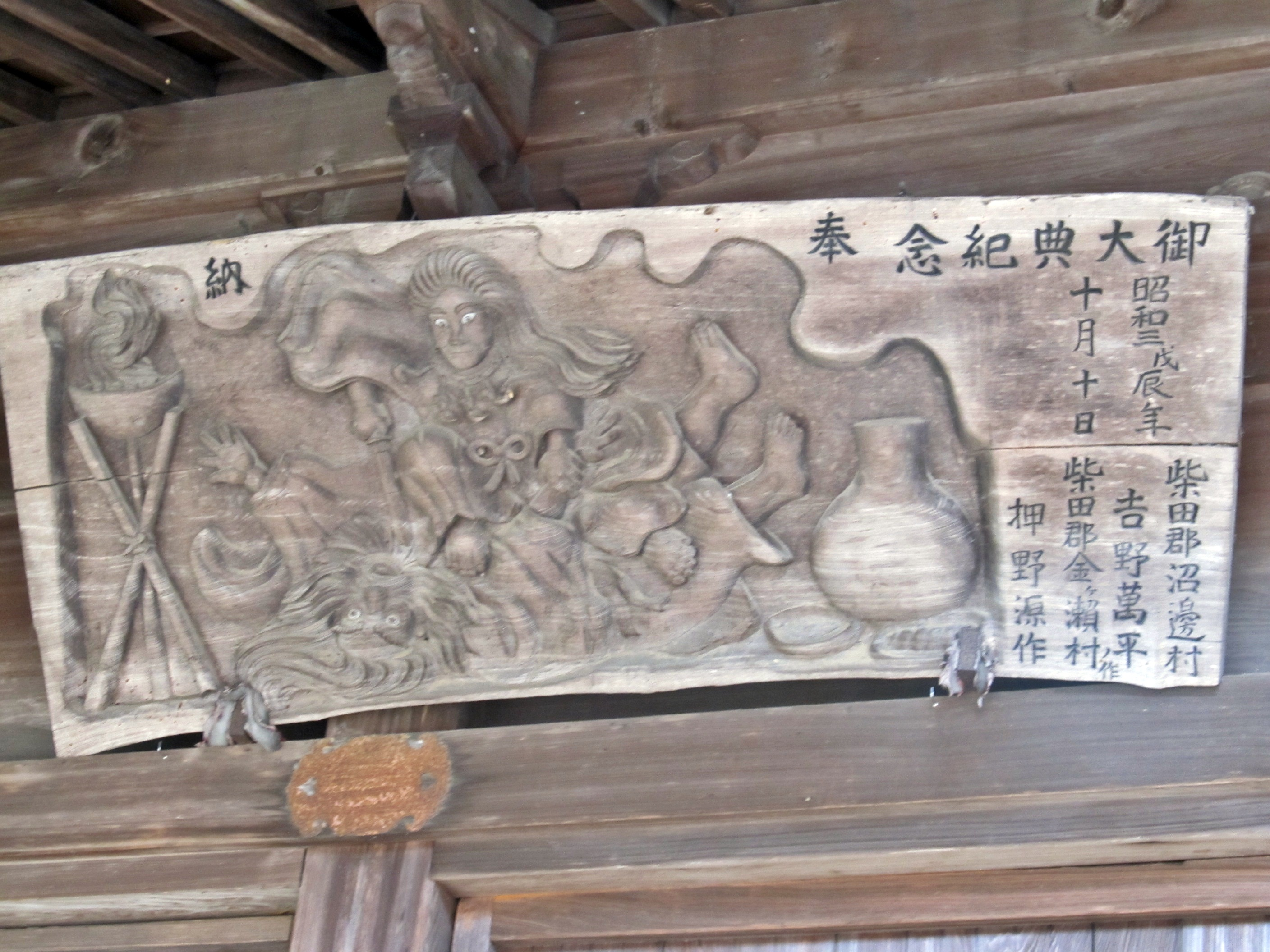
拝殿の絵馬 日本武尊のクマソタケル討伐の様子と思われる彫刻がされている。
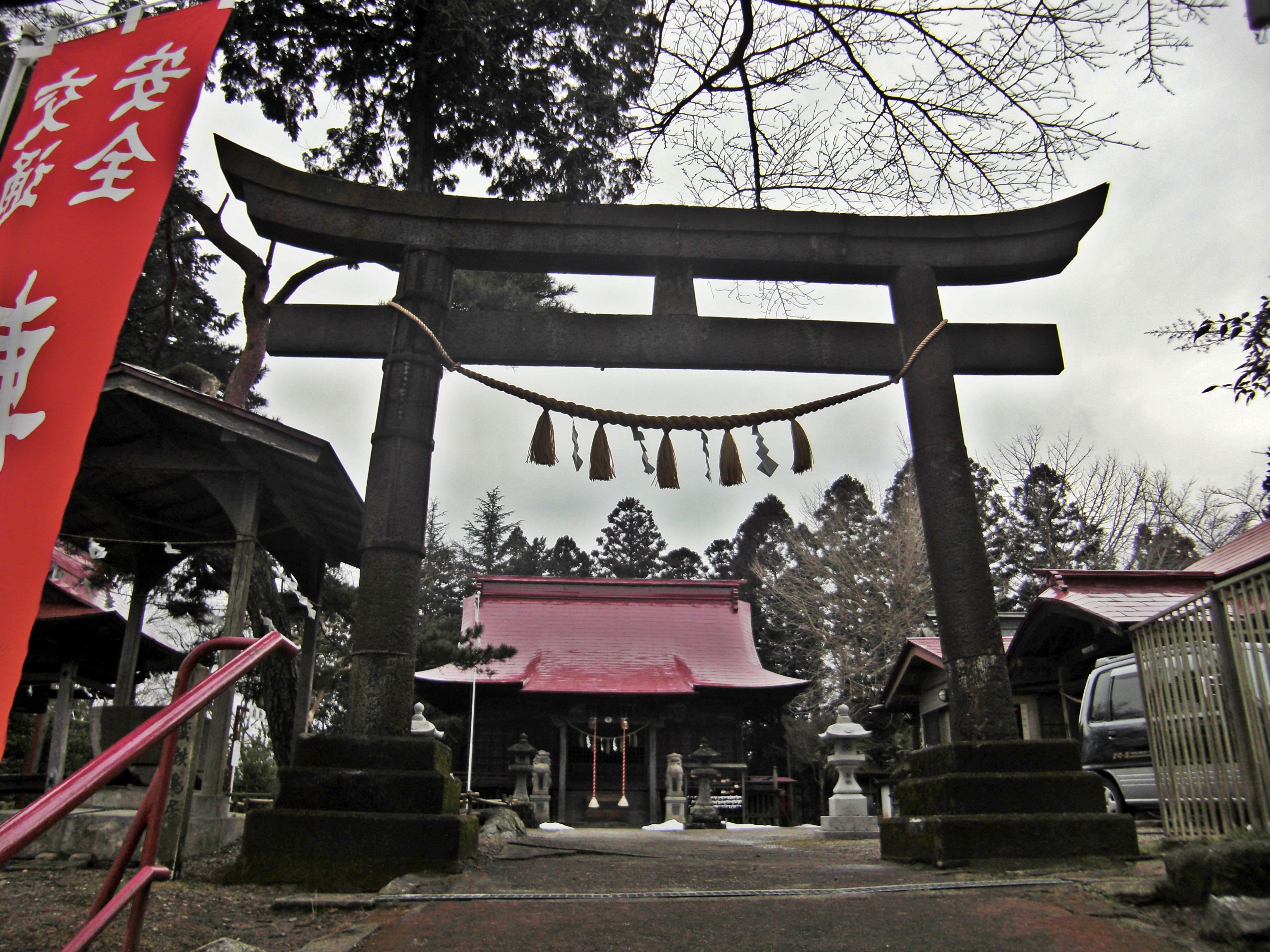
南蛮鉄鳥居
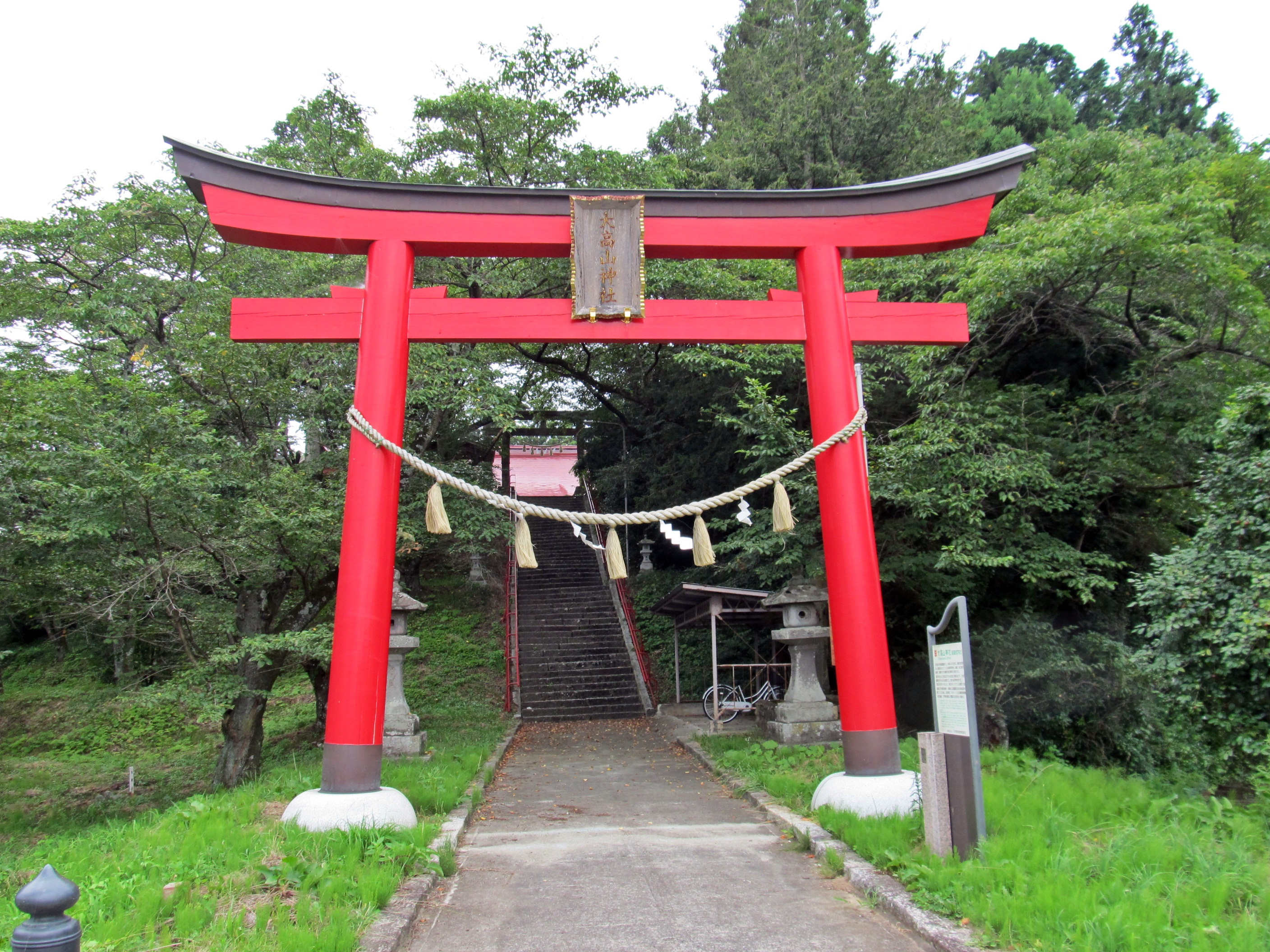
大高山神社鳥居

## 摂末社

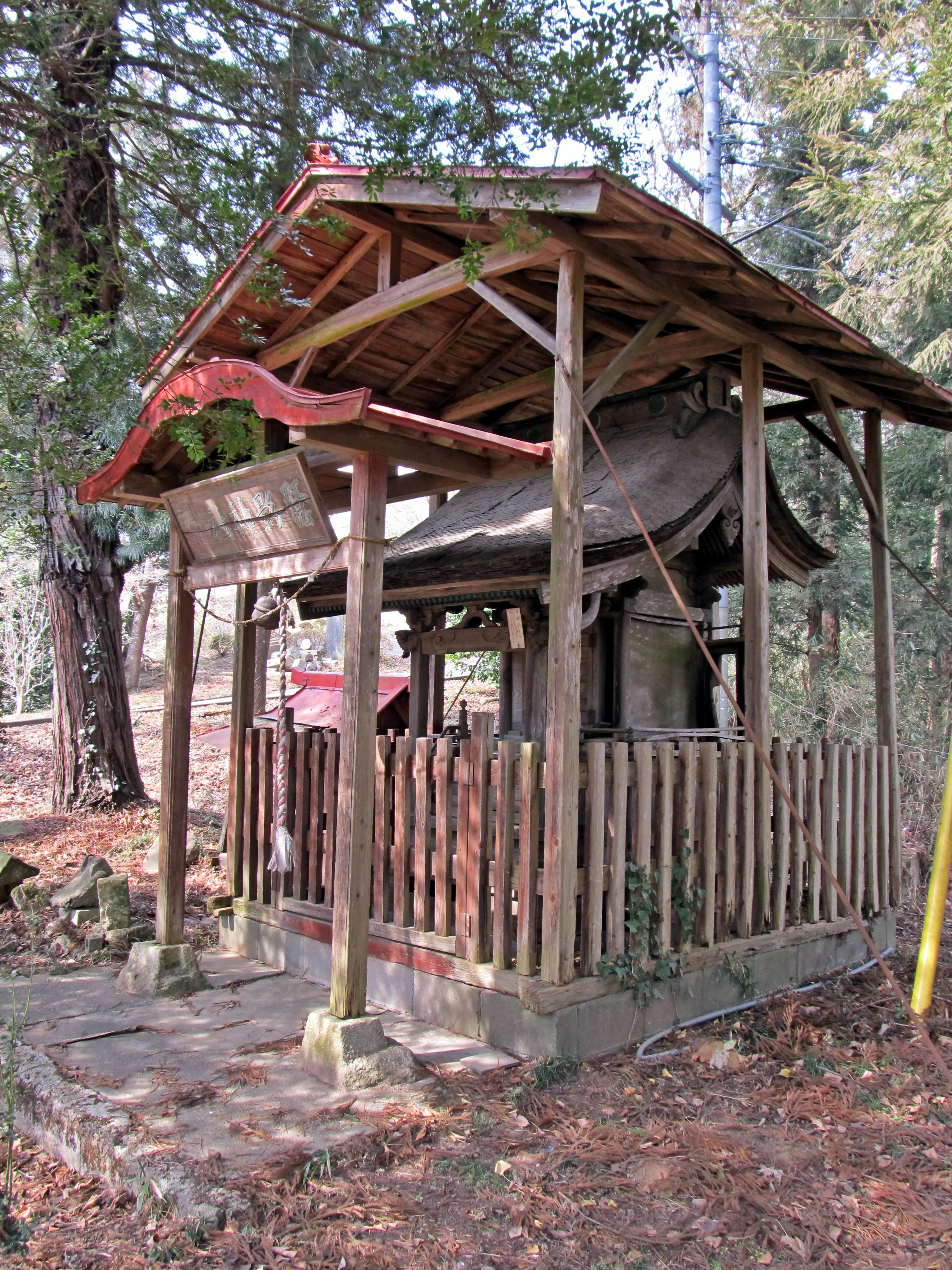
蚕影神社

境内北側に鎮座する一間社杮葺流造の神社で、稚産霊命・埴山姫命・木花開耶姫命を祀る。文治元年（1185年）に常陸国筑波郡神郡村（茨城県つくば市神郡）に鎮座する蚕影神社から勧請し、昭和41年に現在地へ遷座したという。
- 蚕影神社

## 文化財

### 重要文化財（国指定）
- 鰐口[1]

鎌倉末期、伏見天皇の時代に奉納されたと伝わる。本体には長文の銘文が刻まれており、銘文中の年紀から正応6年（1293年）の製作であることが判明する。銘文冒頭には「奉献大鷹宮御宝前鰐口一口」とあり、これは銘文中に「鰐口」の語が使用された初例である。銘文によれば、この鰐口は、当地方の地頭であり大高山神社の社領管理を担当していた「沙弥禅益」という者とその家族の延命長寿を願うもので、大高山神社の法印であった「法橋玄應」が世話人となり神社へ奉納したものだという。

## 現地情報
所在地
- 宮城県柴田郡大河原町金ヶ瀬字神山45番地